# مارسيو رودريغيز
مارسيو رودريغيز (بالبرتغالية: Márcio Rodrigues‏) (مواليد 20 ديسمبر 1978) هو لاعب كرة قدم. يلعب مع منتخب البرازيل لكرة القدم منذ العام 2004.

## وصلات خارجية
- مارسيو رودريغيز على موقع الاتحاد الدولي (مؤرشف)  (الإنجليزية)
- مارسيو رودريغيز على موقع رابطة كرة القدم اليابانية للمحترفين (اليابانية)
- مارسيو رودريغيز على موقع قاعدة بيانات كرة القدم.إي يو (الإنجليزية)
- مارسيو رودريغيز على موقع ناشيونال فوتبول تيمز (الإنجليزية)
- مارسيو رودريغيز على موقع Soccerway.com (الإنجليزية)
- مارسيو رودريغيز على موقع عالم كرة القدم.نت (الإنجليزية)

- National Football Teams